# Sacra propediem
Sacra propediem est la dixième encyclique du pape Benoît XV, publiée le 6 janvier 1921 à l'occasion du septième centenaire de la fondation du Tiers-Ordre franciscain, consacrée à la figure et aux œuvres de saint François d'Assise.
Cette encyclique fait partie d'un groupe de cinq encycliques qui constituent des sortes de monographies sur des personnages importants de l'histoire de l'Église : Spiritus Paraclitus en 1920 dédiée à saint Jérôme, Principi Apostolorum Petro en 1920 dédiée à Éphrem le Syrien, In Praeclara Summorum en 1921 dédiée à Dante, Fausto Appetente Die en 1921 dédiée à Dominique de Guzmán.